# Жолио, Паскаль
Паскаль Жолио (фр. Pascal Jolyot, р. 26 июля 1958) — французский фехтовальщик-рапирист, олимпийский чемпион, призёр чемпионатов мира.

## Биография
Родился в 1958 году в Фонтенбло. В 1978 и 1979 годах становился обладателем серебряной медали чемпионатов мира. В 1980 году на Олимпийских играх в Москве завоевал золотую и серебряную медали. В 1982 году вновь стал обладателем серебряной медали чемпионата мира. В 1984 году стал бронзовым призёром Олимпийских игр в Лос-Анджелесе.